# Прилуцьке (Хмільницький район)
Прилу́цьке — село в Україні, у Калинівській міській територіальній громаді Калинівського району Вінницької області. Населення становить 171 особу.

## Історія
У серпні 2015 року село увійшло до складу новоствореної Калинівської міської громади.
12 червня 2020 року, відповідно до Розпорядження Кабінету Міністрів України № 707-р, «Про визначення адміністративних центрів та затвердження територій територіальних громад Вінницької області», увійшло до складу Калинівської міської громади.
19 липня 2020 року, в результаті адміністративно-територіальної реформи і ліквідації Калинівського району, село увійшло до складу новоутвореного Хмільницького району.